# Synagoga Miejska w Rydze

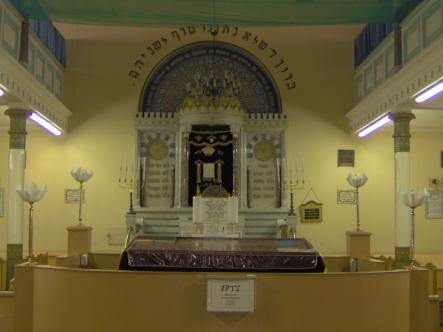
Bima, widok na Aron ha-kodesz

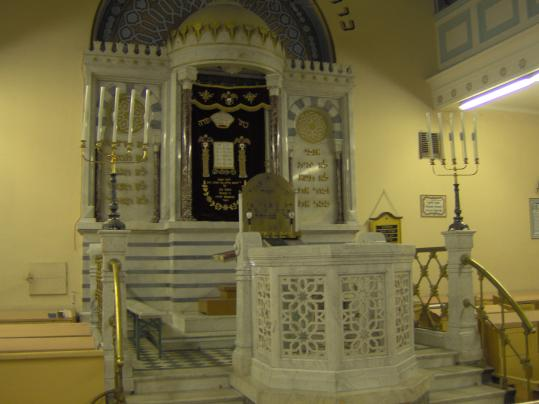
Pulpit kantora oraz Aron ha-kodesz

Synagoga Miejska w Rydze (jid. Di Shtat Shul, Peitav-shul) – synagoga znajdująca się w Rydze, stolicy Łotwy, przy ulicy Peitavasa 6/8. Jest obecnie jedną z dwóch czynnych synagog w mieście.
Jest jedna z nielicznych spośród czterdziestu synagog funkcjonujących w Rydze w przededniu Holocaustu, które służyły ponad czterdziestu tysięcznej wspólnocie żydowskiej.

## Historia
Synagoga została zbudowana w 1905 roku z fundacji przedsiębiorcy Ulricha Milmana, zgodnie z planami architektów H. Silverlicha oraz Neumana. W 1941 roku, po zajęciu Rygi przez wojska niemieckie wnętrze synagogi zostało zdewastowane i przeznaczone na magazyn. Była jednak jedyną bożnicą której hitlerowcy nie zrównali z ziemią z powodu bliskości do innych budowli w Starym Mieście. Wielkim cudem dla synagogi było uratowanie zwojów Tory, którą ukrywał miejscowy robotnik. Żydowska ludność Rygi zmalała po wojnie niespełna do 150 osób.
Po wojnie w 1946 roku, po raz pierwszy w synagodze zebrały się setki Żydów na święto Jom Kipur. W latach 50., w synagodze codziennie odbywały się przeważnie 3 nabożeństwa, lecz już w latach 60. i 70., liczbą uczęszczających do bożnicy Żydów bardzo zmalała. W czasach radzieckiego panowania, synagoga stała się centrum łotewskich Żydów.
Od początku lat 90. synagoga stała się głównym ośrodkiem odradzającego się życia żydowskiego na Łotwie oraz dwukrotnie była wyznaczana na cel ataków bombowych. Pierwszy, 6 maja 1995 roku spowodował małe uszkodzenia, lecz drugi z 2 kwietnia 1998 roku, spowodował bardzo poważne zniszczenia m.in. zrujnował fasadę, drzwi, okna i inne. Oba ataki popełnili członkowie antysemickich organizacji. W 2008 roku synagoga przeszła gruntowną renowację.

## Architektura
Murowany budynek synagogi wzniesiono na planie prostokąta w stylu neoklasycystycznym z elementami mauretańskimi wnętrza. 
Wewnątrz, we wschodniej części znajduje się prostokątna główna sala modlitewna, którą z trzech stron otaczają galerie dla kobiet, wsparte na ozdobnych filarach. Prowadzą na nie osobne klatki schodowe oraz wejścia. Na środku sali znajduje się drewniana, dwuwejściowa bima. Aron ha-kodesz znajdujący się na wschodniej ścianie, jest ozdobiony wielokolorowymi mauretańskimi motywami i przykryty jest złotą półkopułką. Przed nim znajduje się pulpit kantora ozdobiony wzorami geometrycznymi. Całą salę oświetlają żyrandole ozdobione gwiazdą Dawida.